# Jim Whittaker
Jim Whittaker, född 1929 i Seattle,  amerikansk bergsbestigare som var den förste amerikanen som besteg Mount Everest, detta skedde 1 maj 1963.

## Fotnoter
1. ↑  SNAC, SNAC Ark-ID: w6rj96kp, läs online, läst: 9 oktober 2017.[källa från Wikidata]